# 亚太经合组织领导人非正式会议
亚太经合组织领导人非正式会议，簡稱亞太經合峰会（英語：THE APEC ECONOMIC LEADERS' MEETING）。是亚太经济合作组织成员每年一次举行的「經濟領袖會議」，討論由「部長級會議」（經濟領袖會議的前幾天召開）及「企業顧問委員會」所提供的戰略建議，隨後通過「經濟領袖宣言」公布達成的正式政策。部长级会议从1989年至2015年已经举办了27次。从1993年开始亞太經合会议升级为领袖峰会。

## 亚太经合组织（APEC）
亞洲太平洋經濟合作會議是亞太區內各地區之間促進經濟成長、合作、貿易、投資的論壇。此組織的創辦在歷史上取代了該區域的冷戰結構，但由於實際主導的日本擔心其領導在該區域會因歷史記憶引發負面情感，所以創辦會員國的榮譽給了澳洲。
始設於1989年，現有21個經濟體成員。亞太經合會是經濟合作的論壇平台，其運作是通過非約束性的承諾與成員的自願，強調開放對話及平等尊重各成員意見，不同於其他經由條約確立的政府間組織。「APEC」與「Asia-Pacific Economic Cooperation」均是亞洲太平洋經濟合作會議的註冊商標。

## 会议列表

### 部长级会议
| 舉辦次數 | 舉辦年份 | 舉辦日            | 舉辦地 | 舉辦地領導人  | 舉辦都市     | 官方網址 |
| -------- | -------- | ----------------- | ------ | ------------- | ------------ | -------- |
| 第1次    | 1989年   | 11月6日-11月7日   | 澳洲   | 波比·霍克     | 堪培拉       |          |
| 第2次    | 1990年   | 7月29日-7月31日   | 新加坡 | 李光耀        | 新加坡       |          |
| 第3次    | 1991年   | 11月12日-11月14日 | 韓國   | 卢泰愚        | 漢城（首爾） |          |
| 第4次    | 1992年   | 9月10日-9月11日   | 泰國   | 阿南·班雅拉春 | 曼谷         |          |

### 经济领袖会议
| 舉辦次數 | 舉辦年份 | 舉辦日            | 舉辦地     | 舉辦地領導人             | 舉辦都市     | 官方網址               |
| -------- | -------- | ----------------- | ---------- | ------------------------ | ------------ | ---------------------- |
| 第1次    | 1993年   | 11月19日-11月20日 | 美国       | 比尔·克林顿              | 西雅圖       |                        |
| 第2次    | 1994年   | 11月15日          | 印度尼西亞 | 苏哈托                   | 茂物         |                        |
| 第3次    | 1995年   | 11月19日          | 日本       | 村山富市                 | 大阪         | （页面存档备份，存于） |
| 第4次    | 1996年   | 11月25日          | 菲律賓     | 菲德尔·拉莫斯            | 馬尼拉       |                        |
| 第5次    | 1997年   | 11月24日-11月25日 | 加拿大     | 让·克雷蒂安              | 溫哥華       |                        |
| 第6次    | 1998年   | 11月17日-11月18日 | 马来西亚   | 马哈迪·莫哈末            | 吉隆坡       |                        |
| 第7次    | 1999年   | 9月12日-9月13日   | 新西兰     | 珍妮·希普利              | 奧克蘭       |                        |
| 第8次    | 2000年   | 11月15日-11月16日 |            | 哈桑纳尔·博尔基亚        | 斯里巴加湾市 |                        |
| 第9次    | 2001年   | 10月20日-10月21日 | 中国       | 江泽民                   | 上海         |                        |
| 第10次   | 2002年   | 10月26日-10月27日 | 墨西哥     | 比森特·福克斯·克萨达     | 洛斯卡沃斯   |                        |
| 第11次   | 2003年   | 10月20日-10月21日 | 泰國       | 他信·西那瓦              | 曼谷         |                        |
| 第12次   | 2004年   | 11月20日-11月21日 | 智利       | 里卡多·拉戈斯·埃斯科瓦尔 | 聖地亞哥     | （页面存档备份，存于） |
| 第13次   | 2005年   | 11月18日-11月19日 |            | 卢武铉                   | 釜山         |                        |
| 第14次   | 2006年   | 11月18日-11月19日 | 越南       | 阮明哲                   | 河內         |                        |
| 第15次   | 2007年   | 9月8日-9月9日     |            | 约翰·霍华德              | 悉尼         | （页面存档备份，存于） |
| 第16次   | 2008年   | 11月22日-11月23日 | 秘魯       | 阿兰·加西亚              | 利馬         |                        |
| 第17次   | 2009年   | 11月14日-11月15日 | 新加坡     | 李显龙                   | 新加坡       |                        |
| 第18次   | 2010年   | 11月13日-11月14日 | 日本       | 菅直人                   | 横濱         |                        |
| 第19次   | 2011年   | 11月12日-11月13日 | 美国       | 贝拉克·奥巴马            | 檀香山       |                        |
| 第20次   | 2012年   | 9月9日-9月10日    | 俄羅斯     | 弗拉基米尔·普京          | 海參崴       | （页面存档备份，存于） |
| 第21次   | 2013年   | 10月5日-10月7日   | 印度尼西亞 | 苏希洛·班邦·尤多约诺     | 巴厘岛       |                        |
| 第22次   | 2014年   | 11月10日-11月11日 | 中国       | 习近平                   | 北京         |                        |
| 第23次   | 2015年   | 11月18日-11月19日 | 菲律賓     | 貝尼格諾·艾奎諾          | 馬尼拉       |                        |
| 第24次   | 2016年   | 11月19日-11月20日 | 秘魯       | 佩德羅·巴勃羅·庫琴斯基   | 利馬         |                        |
| 第25次   | 2017年   | 11月10日-11月11日 | 越南       | 陳大光                   | 岘港         |                        |
| 第26次   | 2018年   | 11月12日-11月18日 |            | 彼得·奧尼爾              | 莫尔兹比港   |                        |
| 第27次   | 2019年   | 宣布取消          | 智利       | 塞巴斯蒂安·皮涅拉        | 聖地亞哥     |                        |
| 第27次   | 2020年   | 11月20日          | 马来西亚   | 慕尤丁                   | 線上峰會     |                        |
| 第28次   | 2021年   | 7月16日           | 新西兰     | 傑辛達·阿爾登            | 線上峰會     |                        |
| 第28次   | 2021年   | 11月12日          | 新西兰     | 傑辛達·阿爾登            | 線上峰會     |                        |
| 第29次   | 2022年   | 11月18日-19日     | 泰國       | 帕拉育·詹歐查            | 曼谷         |                        |
| 第30次   | 2023年   | 11月12日-18日     | 美国       | 乔·拜登                  | 三藩市       | （页面存档备份，存于） |
| 第31次   | 2024年   | 11月10日-16日     | 秘魯       | 迪娜·博魯阿爾特          | 庫斯科       | （页面存档备份，存于） |
| 第32次   | 2025年   |                   |            | 李在明                   | 慶州市       |                        |
| 第33次   | 2026年   |                   | 中国       | 習近平                   |              |                        |

## 历届峰会合影

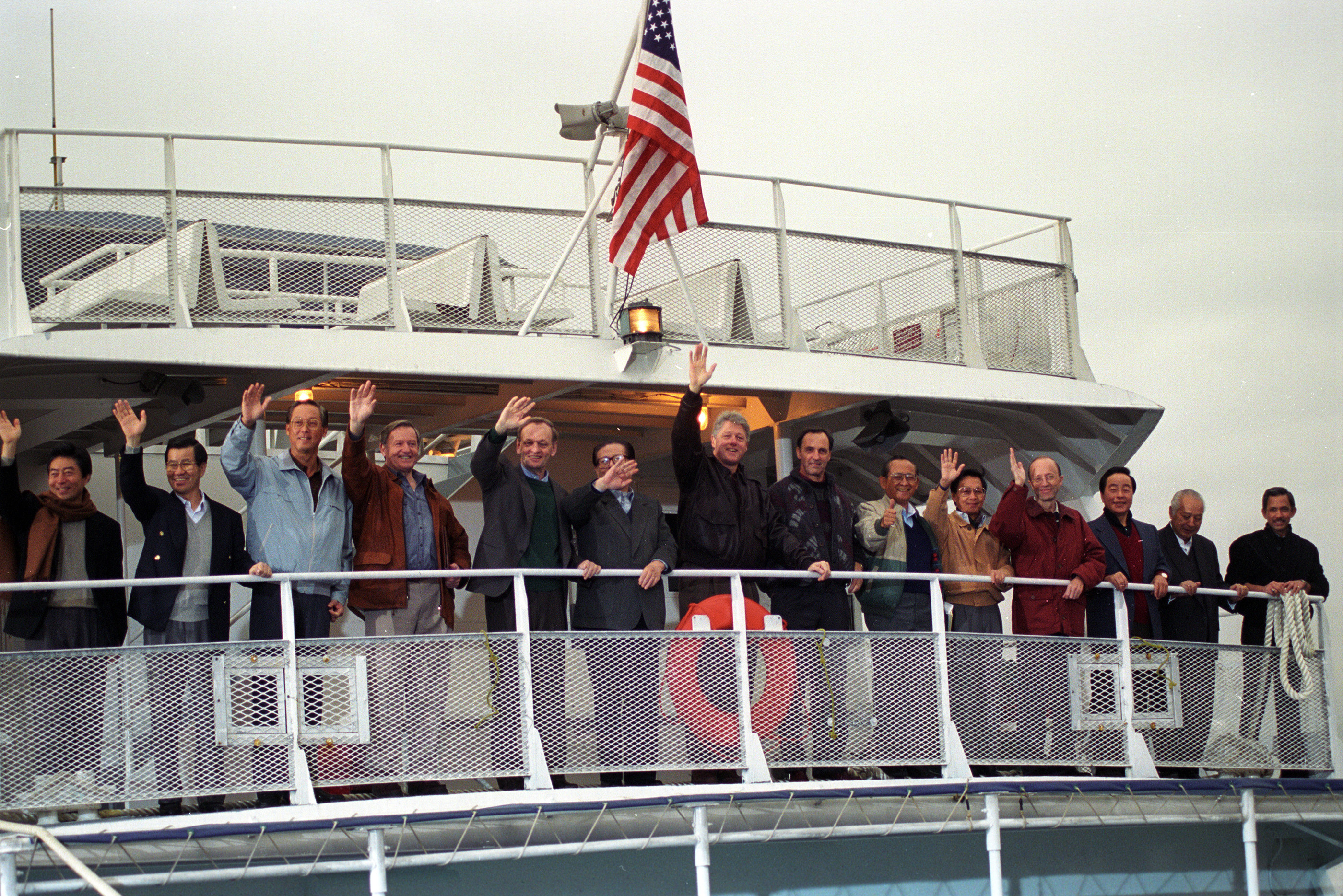
1993年美國亞太經合峰會
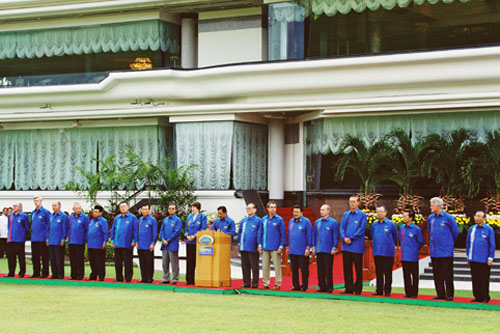
2000年文莱亚太经合峰会
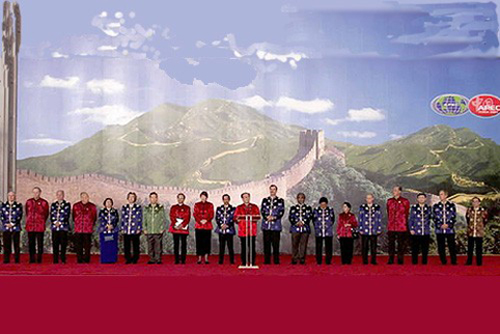
2001年中国亚太经合峰会
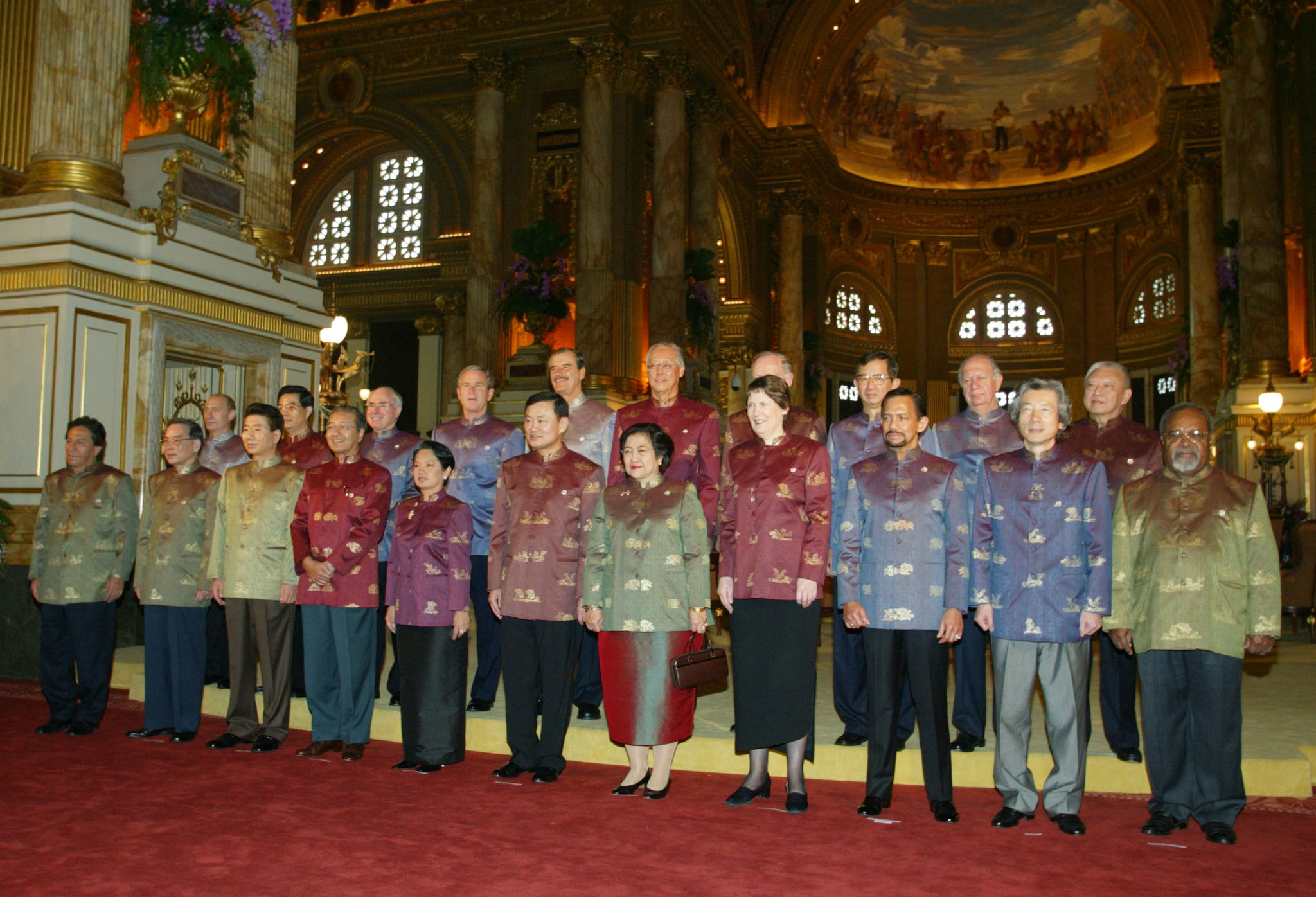
2003年泰国亚太经合峰会
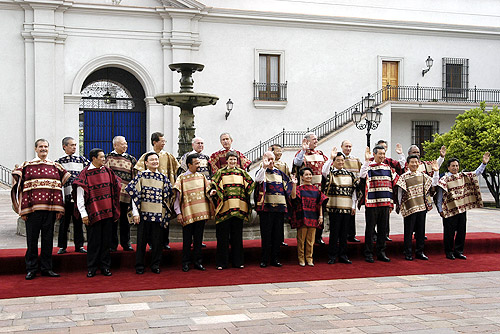
2004年智利亚太经合峰会
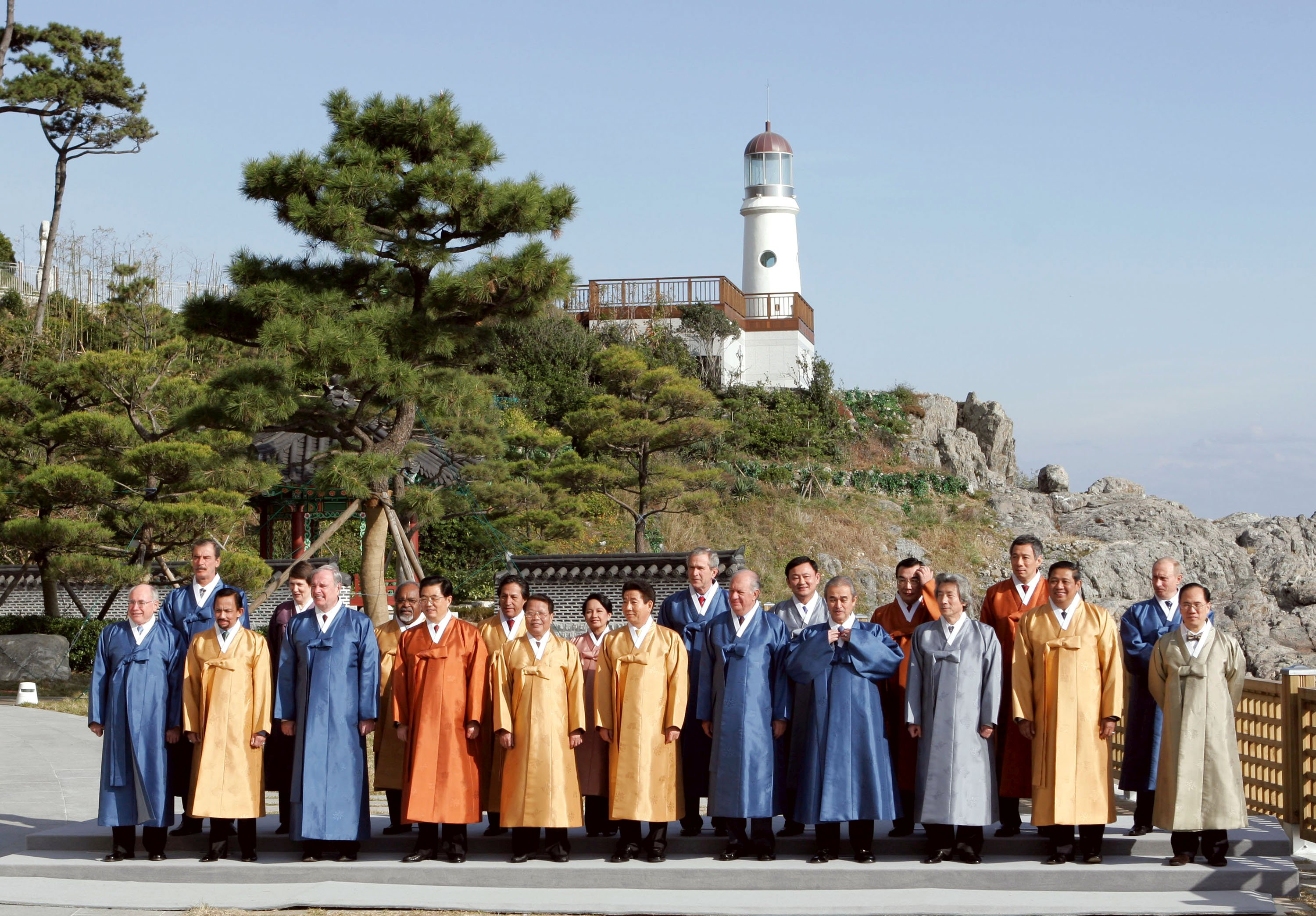
2005年韩国亚太经合峰会
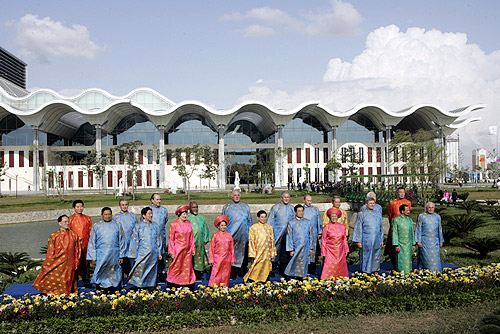
2006年越南亚太经合峰会
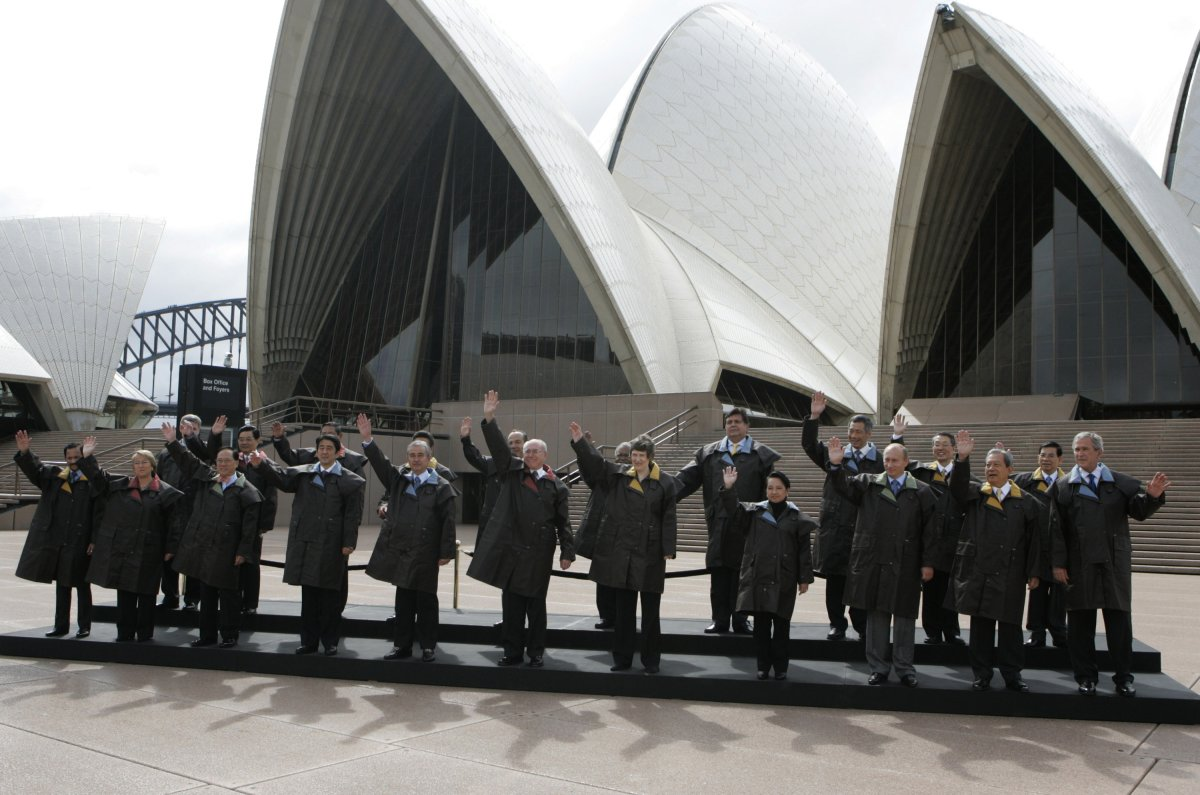
2007年澳大利亚亚太经合峰会
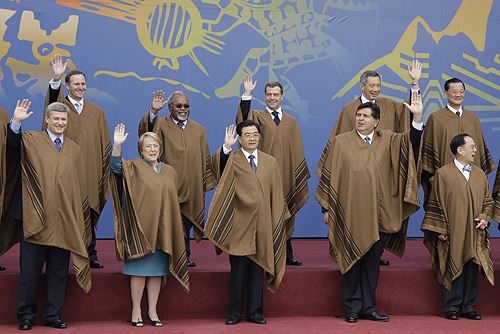
2008年秘鲁亚太经合峰会
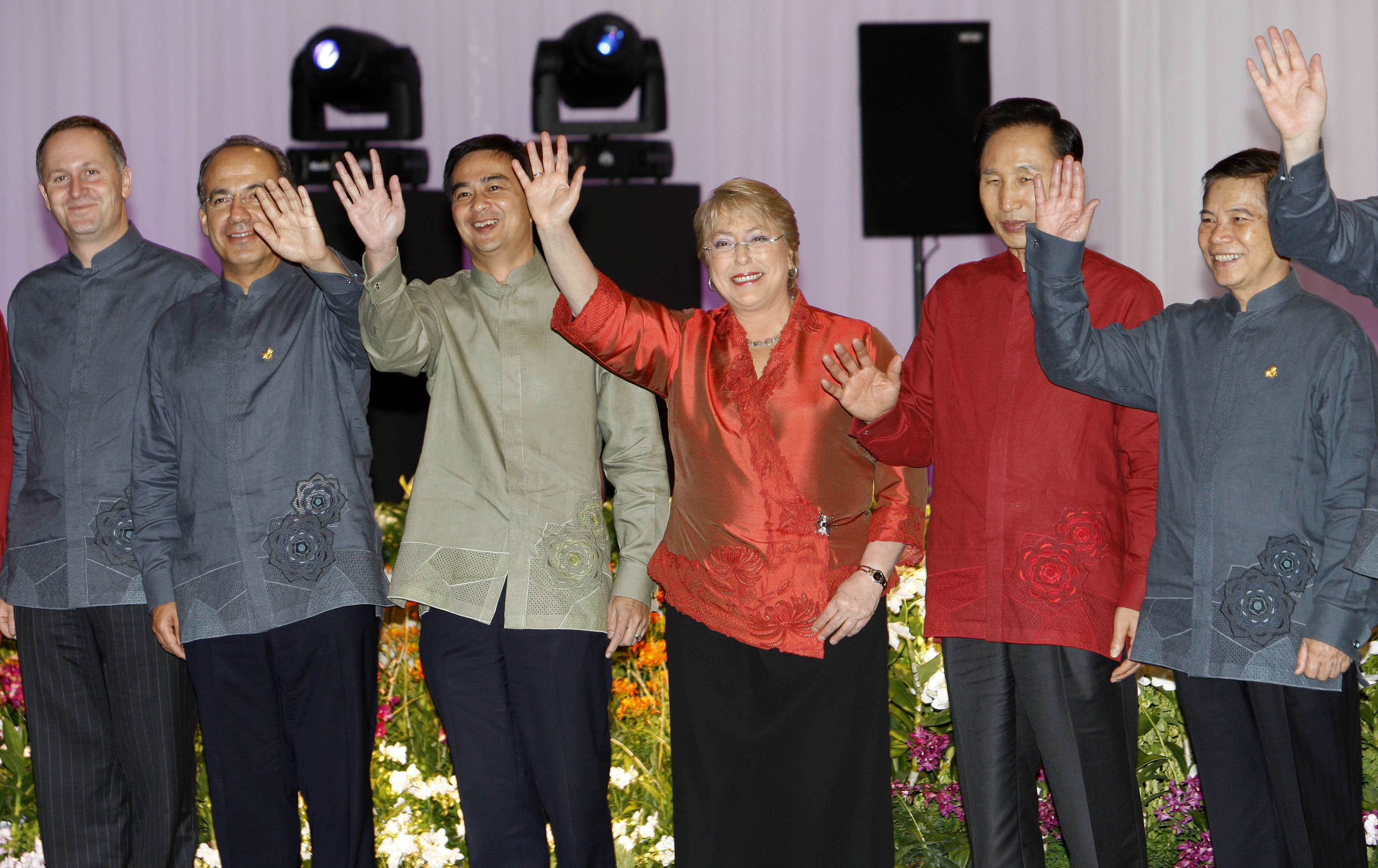
2009年新加坡亚太经合峰会
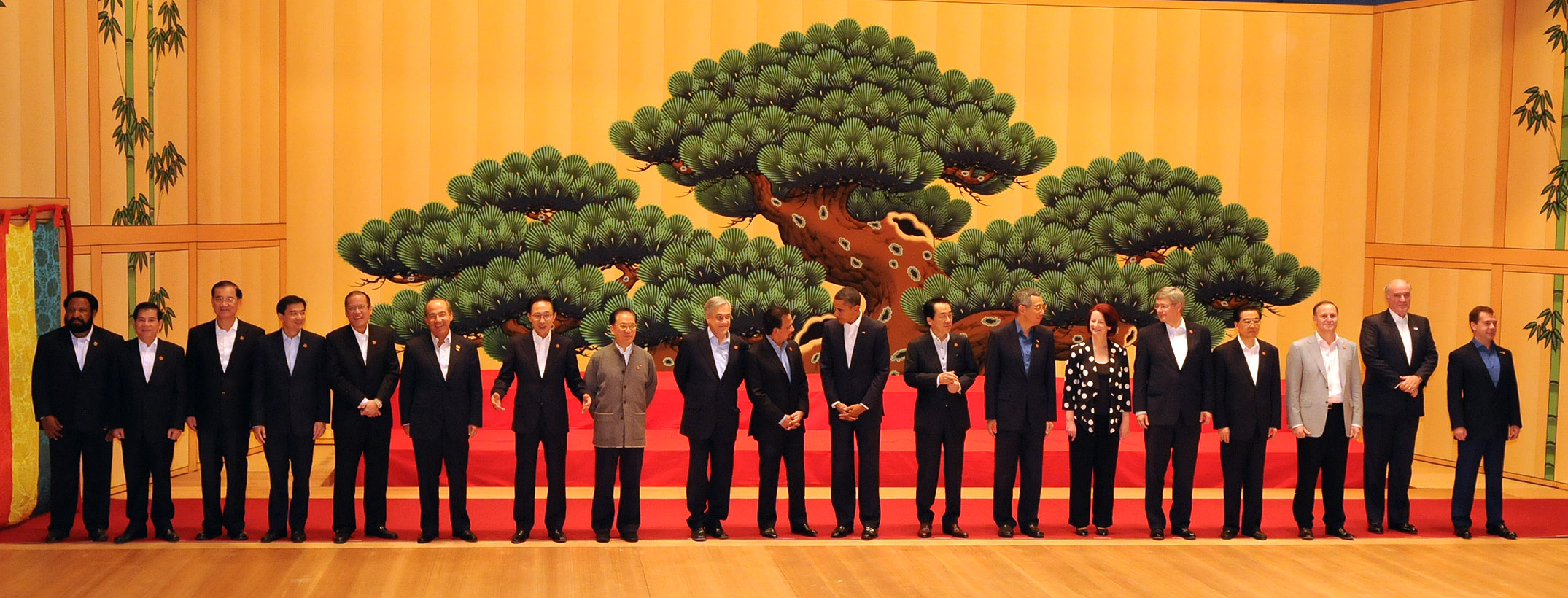
2010年日本亚太经合峰会
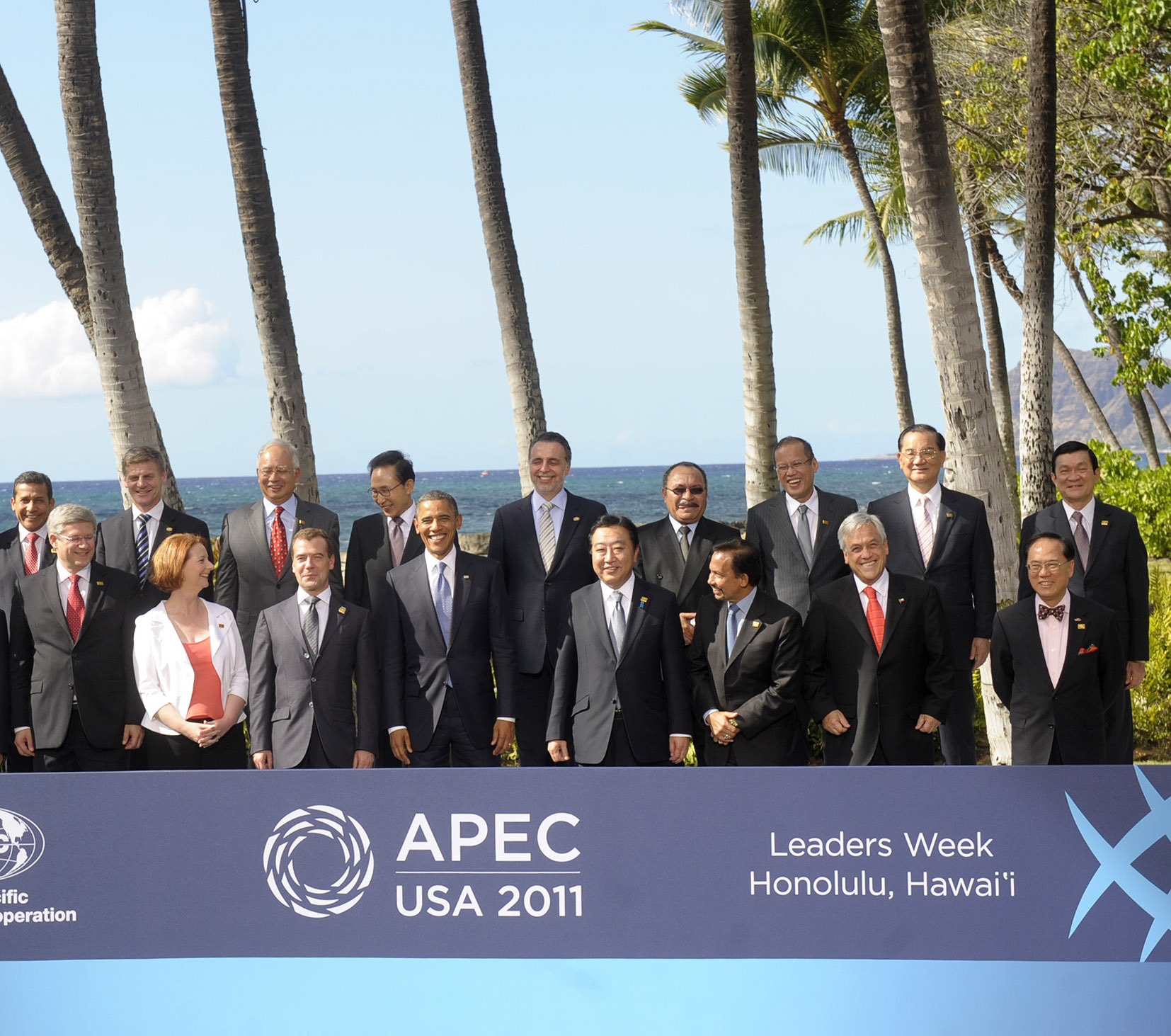
2011年美国亚太经合峰会
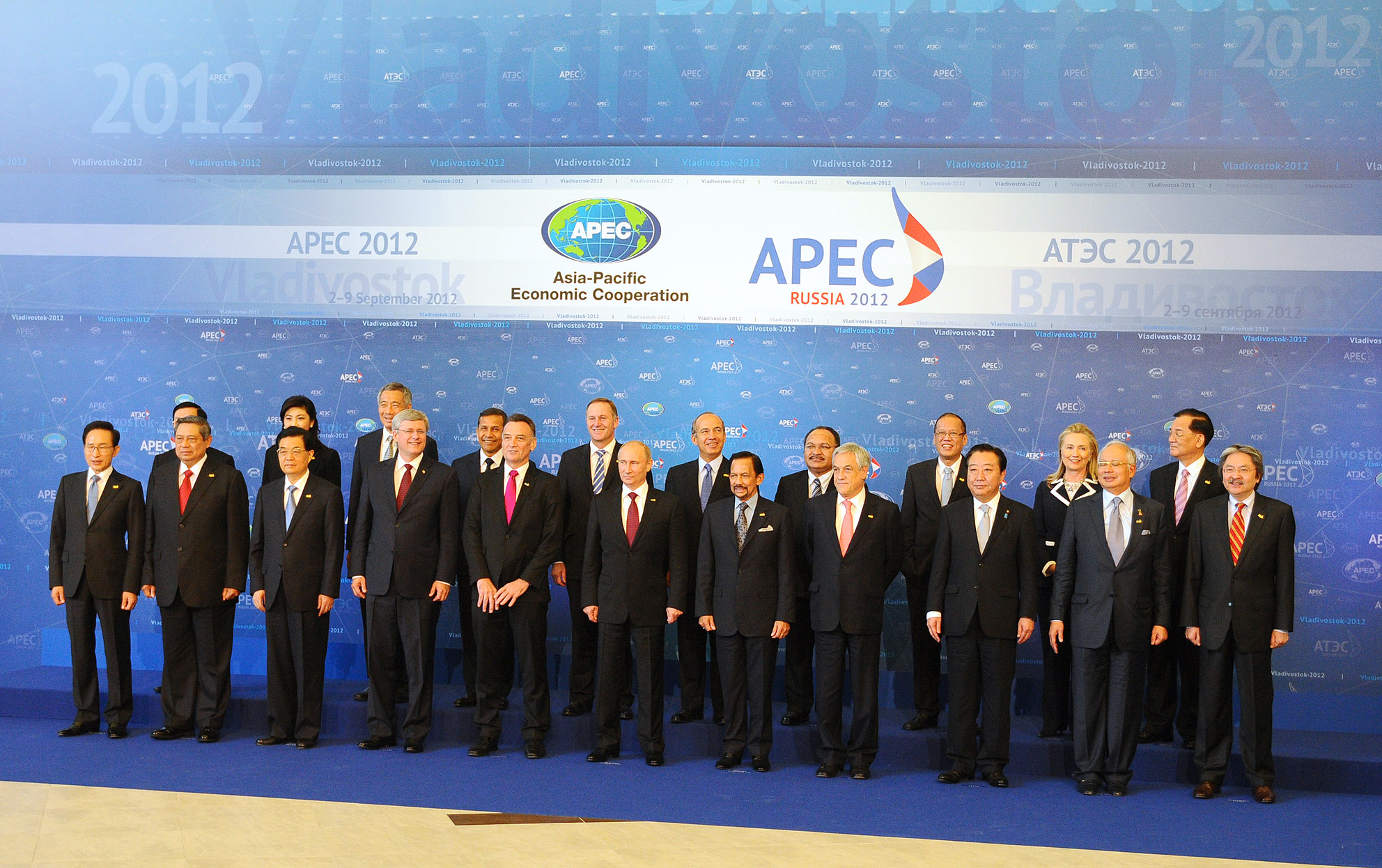
2012年俄罗斯亚太经合峰会
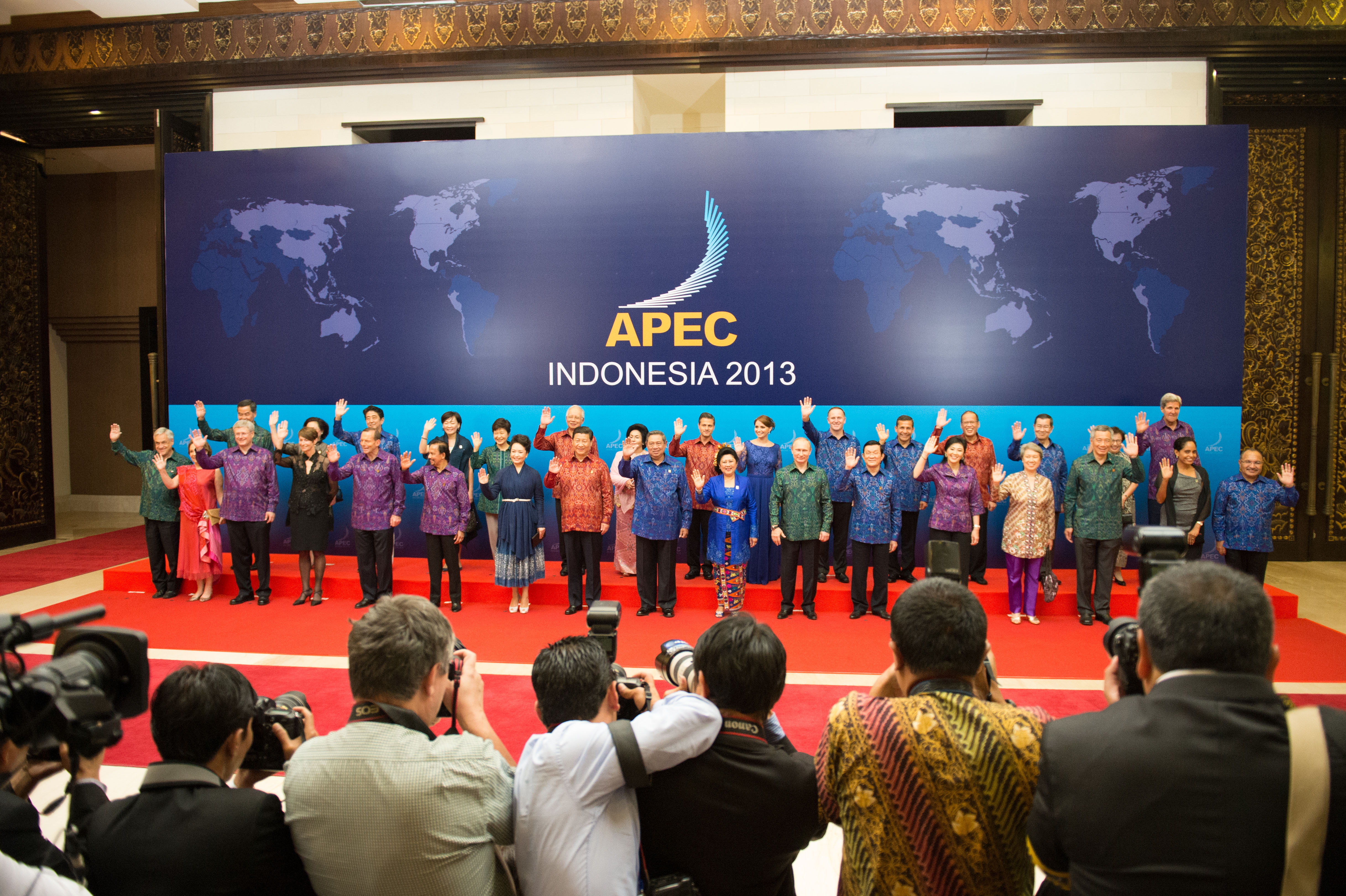
2013年印度尼西亚亚太经合峰会
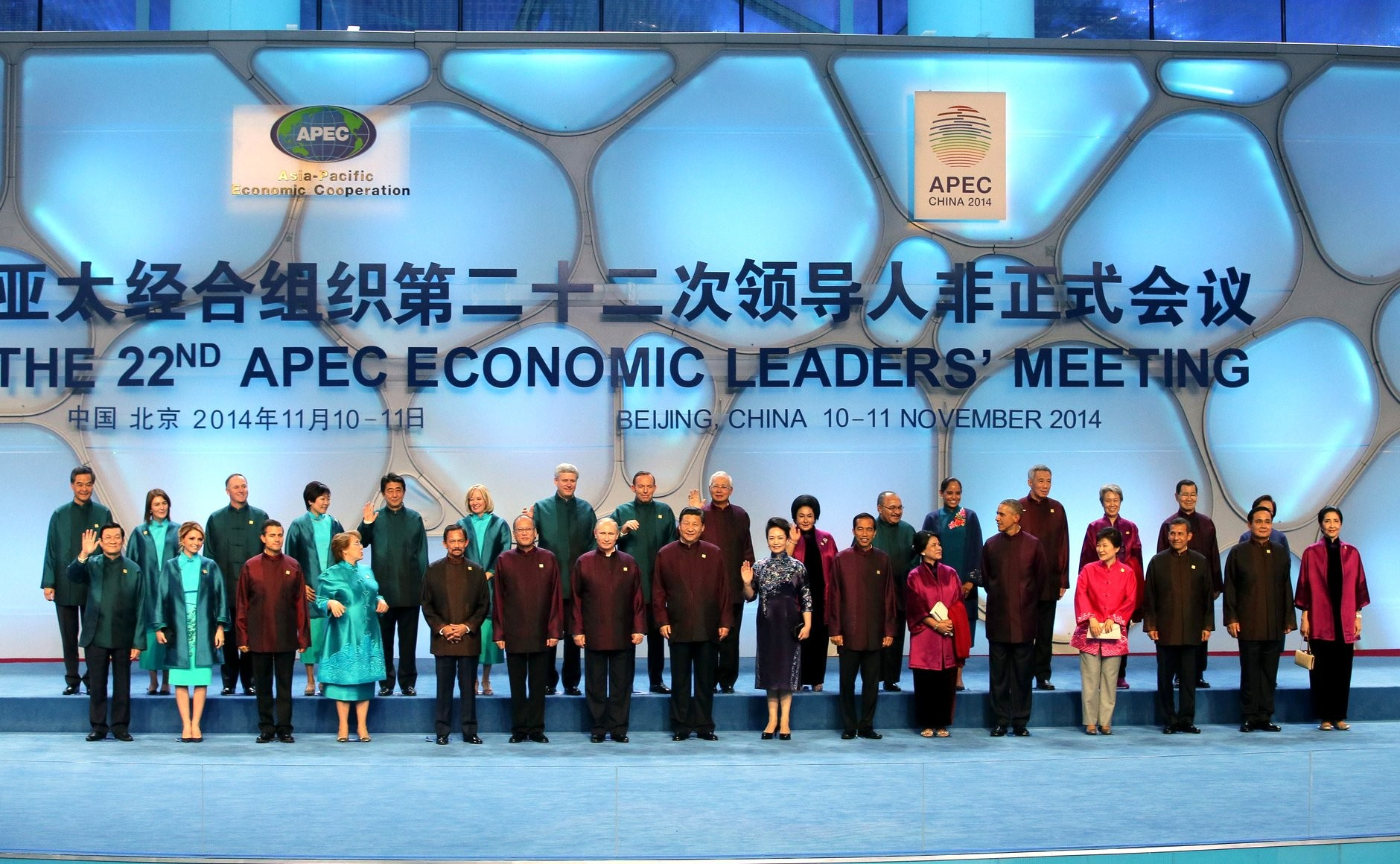
2014年中国亚太经合峰会
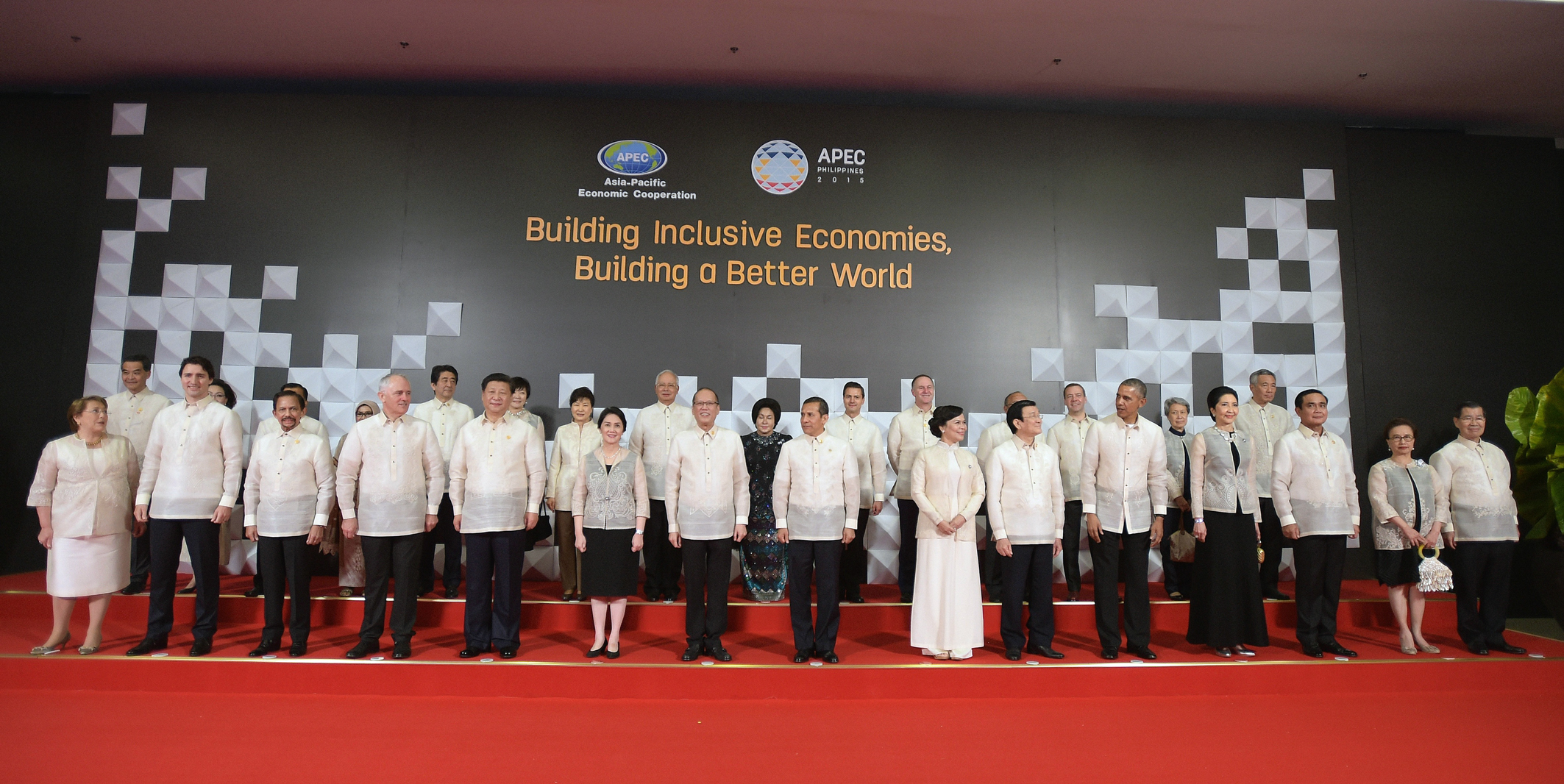
2015年菲律宾亚太经合峰会
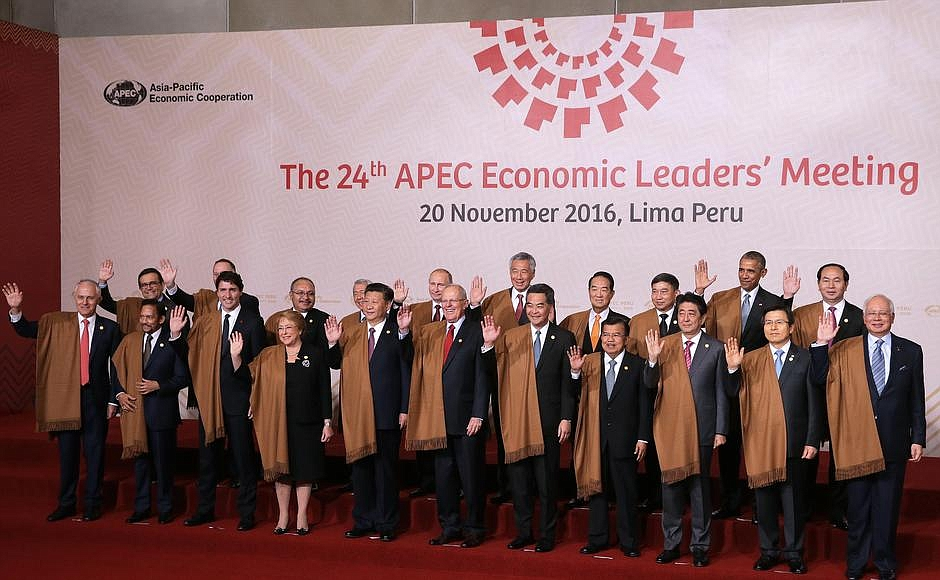
2016年秘鲁亚太经合峰会
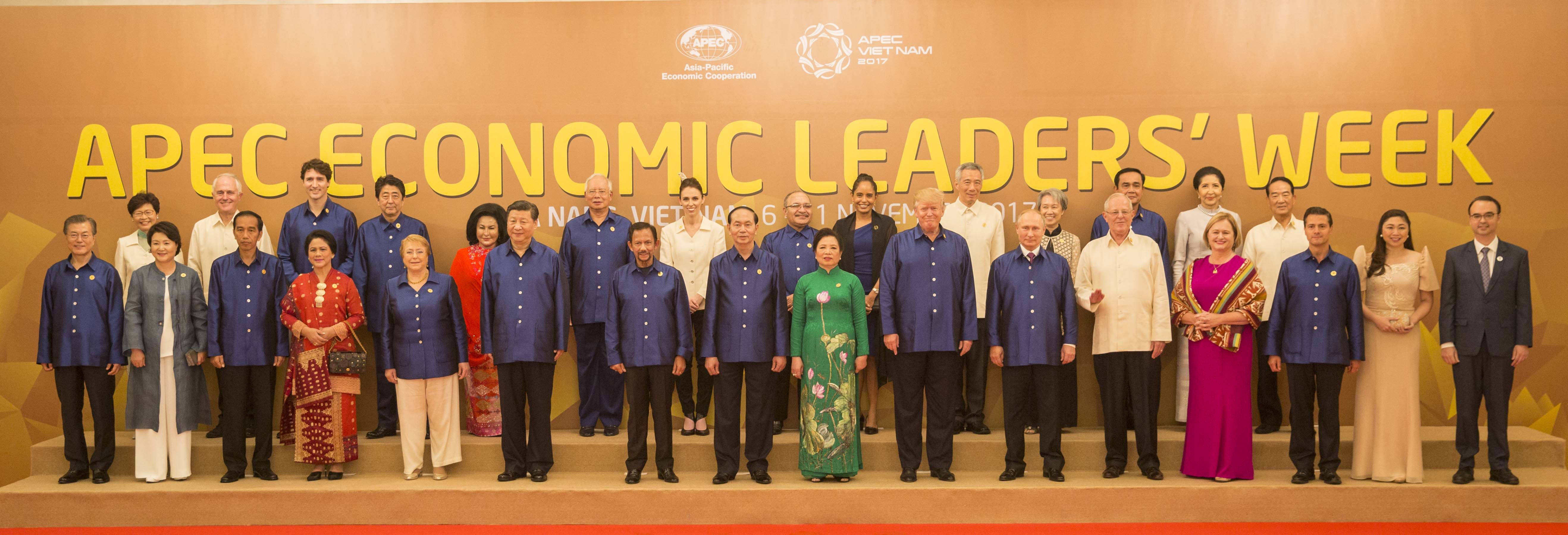
2017年越南亚太经合峰会
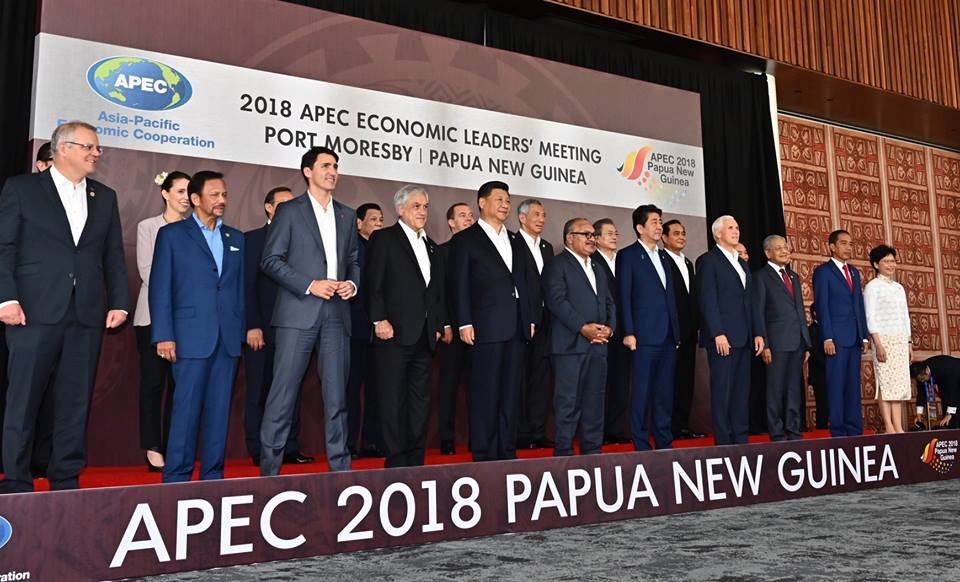
2018年巴布亚新几内亚亚太经合峰会
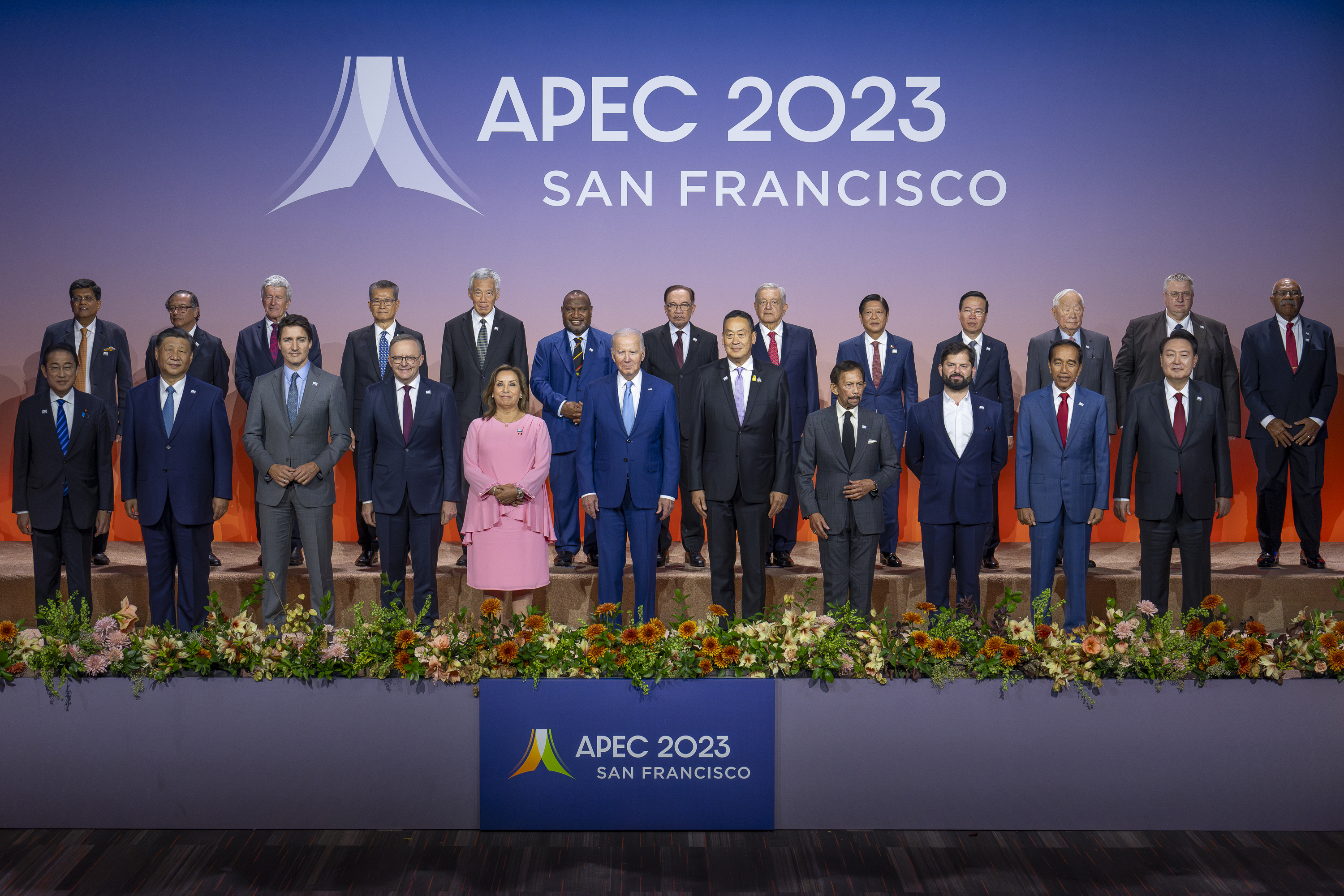
2023年美国亚太经合峰会
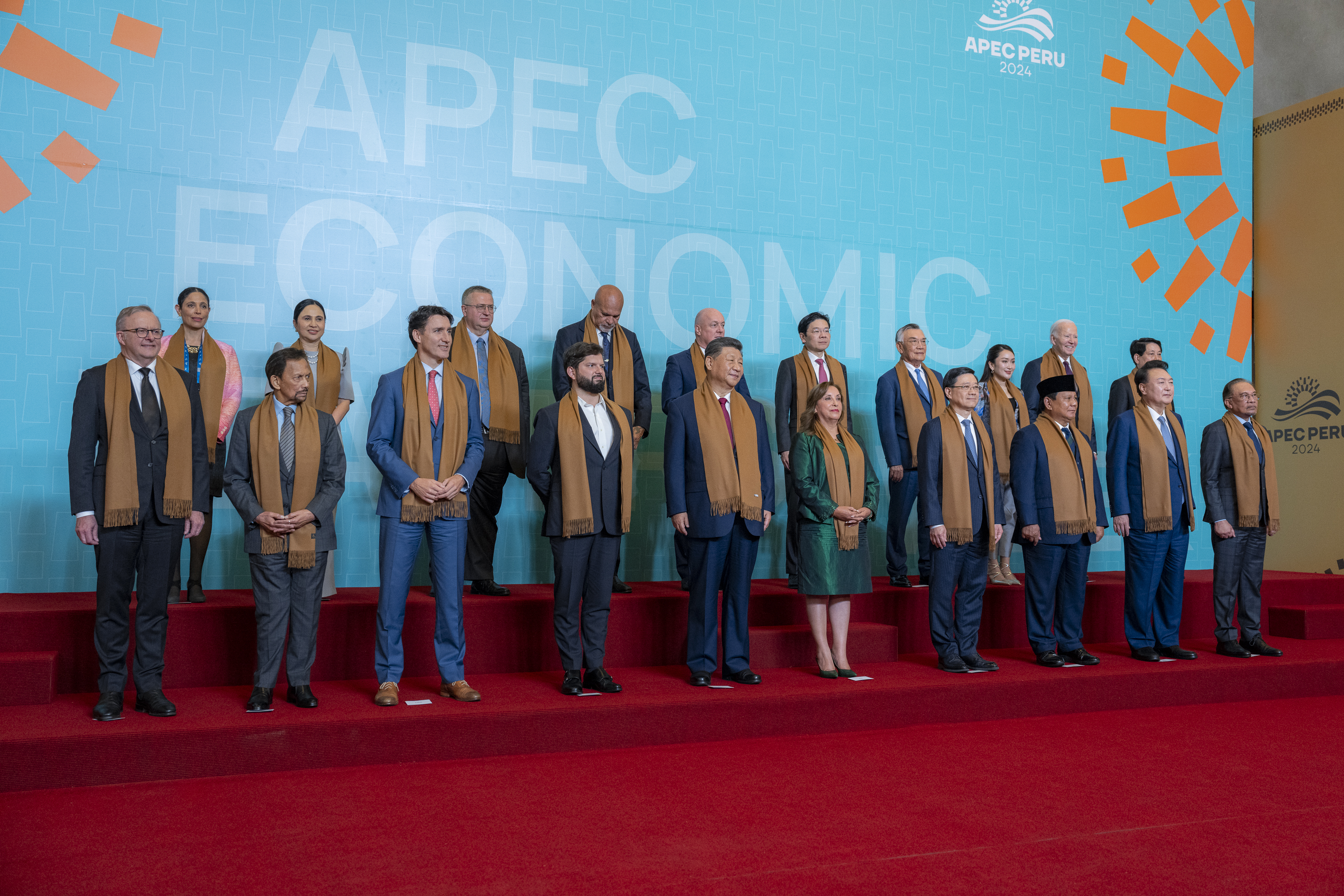
2024年秘魯亞太經合峰會

## 相关事件

### 马来西亚首相不出席1993年西雅图峰会
1993年11月19日至20日，在美国华盛顿州的西雅图举行了为期两天的亚太经济合作组织领导人会议。时任马来西亚首相马哈迪·莫哈末拒绝出席这项峰会。他说，他拒绝出席西雅图峰会是因为时任美国总统比尔·克林顿对东亚经济核心组织的立场还不明确。对此，美国东亚和太平洋事务助理国务卿罗德感到遗憾，并形容马哈迪是一个“表达力很强的发言人”，他说，如果马哈迪向亚太经济合作组织其他领导人对亚洲与太平洋的前途发表他的见解，将会对他本身有利。同年11月27日，已返抵雅加达的印尼总统苏哈托表示希望马哈迪出席于隔年在印尼举行的亚太经济合作组织会议。
1994年3月22日，马哈迪宣布将出席该年11月在印尼雅加达举行的第二届亚太经济合作组织会议。